# عشق اول: فصل دوزخ
هاتسوکی جیگوکوهن (انگلیسی: Hatsukoi Jigokuhen) یا عشق اول: فصل دوزخ (به ژاپنی: 初恋・地獄篇) یک فیلم درام رمانتیک به کارگردانی ساسومو هانی محصول سال ۱۹۶۸ است که نامزد خرس طلایی هجدهمین دورهٔ جشنواره فیلم برلین شد. برخی این فیلم را مهمترین دستاورد سینمایی ساسومو هانی دانسته‌اند.